# Julio García Valencia
Julio César García Valencia (Fredonia, 7 de agosto de 1894-Bogotá, 15 de junio de 1959) fue un historiador, filólogo, filósofo, político, periodista, columnista, literato, académico, escritor y educador colombiano, miembro del Partido Conservador Colombiano.
García destacó como director de varios centros educativos de renombre en Colombia: fue rector temporal de la Universidad del Rosario en los años 40, de la Universidad de Antioquia, de la UTPC de Tunja, del colegio San Bartolomé (de la élite capitalina) y fundador y rector de la Universidad la Gran Colombia, en 1951, que destacó como centro educativo para trabajadores, porque ofrecía jornadas nocturnas.
También trabajó y dirigió el periódico conservador El Colombiano, entre 1920 y 1930, y La República; a nombre del conservatismo fue diputado y congresista por Antioquia; también trabajó para otros medios como El Orden, El Universitario y La Defensa. En 1954 fue nombrado ministro de educación encargado por el general Gustavo Rojas Pinilla.
Académico de renombre, fue vicepresidente de la Academia Colombiana de Historia, miembro de la Real Academia Española de Historia y de la Academia Boyacense de Historia, y fundador del Instituto de Filología y Literatura. Su tutor de tesis fue el expresidente Marco Fidel Suárez, quien lo conectó con los personajes de renombre del conservatismo.

## Obras
- García Valencia, Julio César. Los primitivos / Julio César García Valencia. "Colección Bicentenario de Antioquia, memoria y horizontes ; 22". ISBN 978-958-696-916-1. Consultado el 8 de julio de 2025.
- La imitación de Cristo[cita requerida]